# Jennifer Pareja

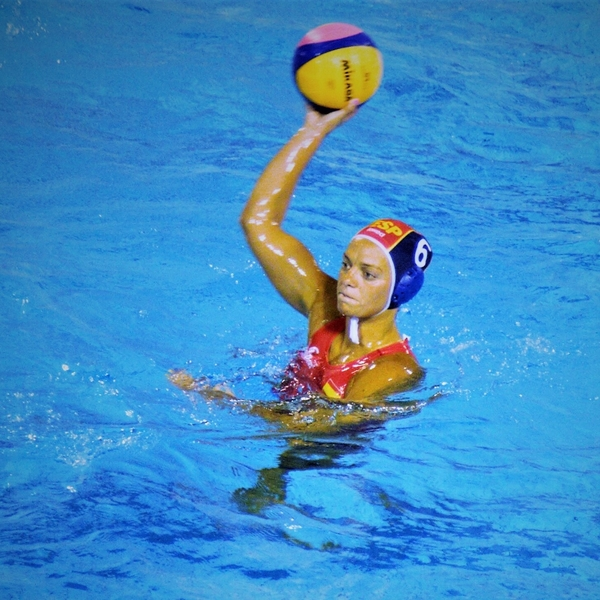
Jennifer Pareja

Jennifer "Jenny" Pareja Lisalde, född 8 maj 1984 i Olot, Girona, är en spansk vattenpolospelare. Hon ingick i Spaniens damlandslag i vattenpolo vid olympiska sommarspelen 2012.
Pareja tog OS-silver i damernas vattenpoloturnering i samband med de olympiska vattenpolotävlingarna 2012 i London. Internationella simförbundet röstade fram henne som världens bästa kvinnliga vattenpolospelare under året 2013. En av årets höjdpunkter var VM-guld som lagkapten. År 2014 ledde hon det spanska landslaget till EM-guld.